# 韋爾德島

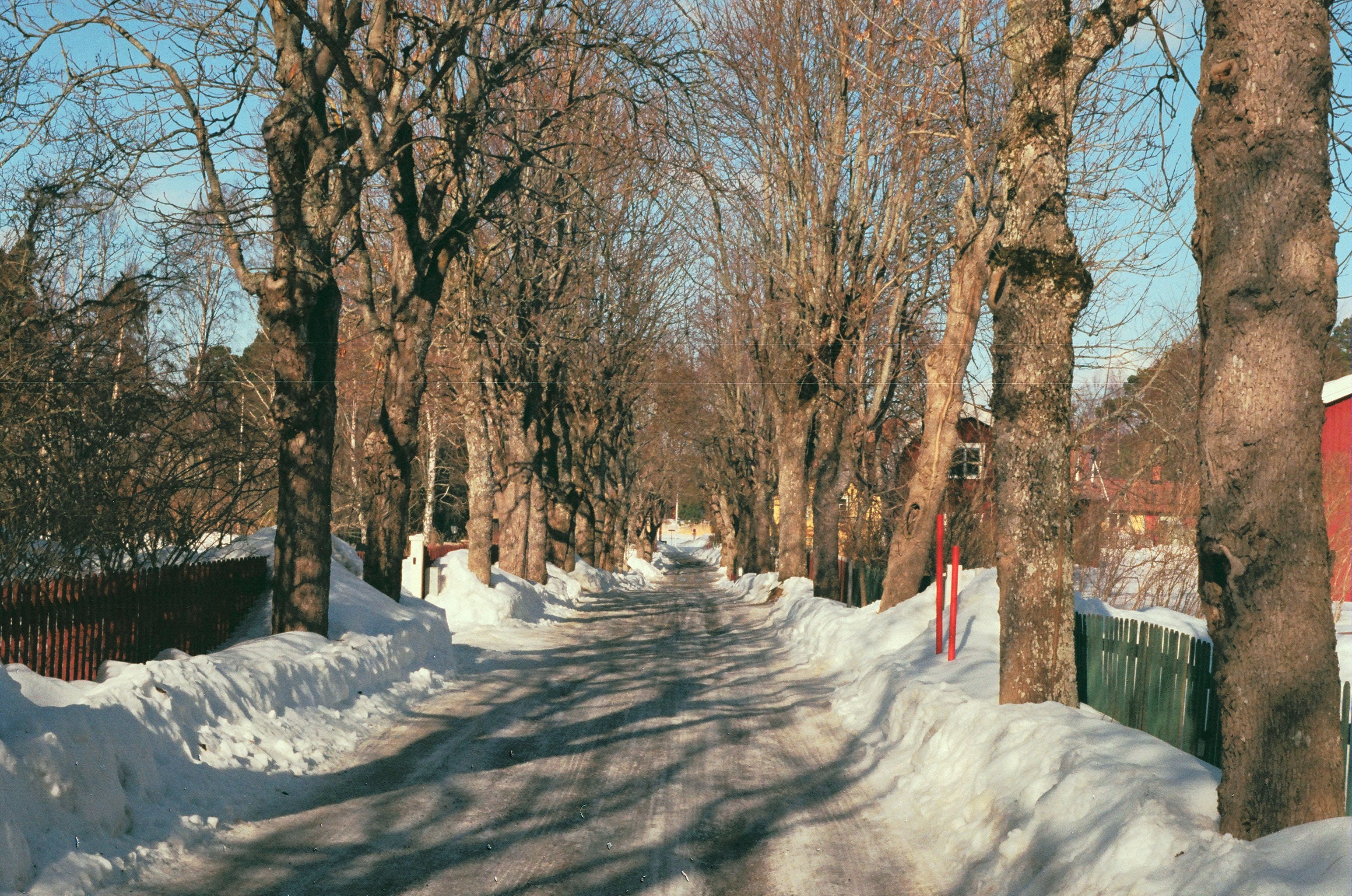

韋爾德島是瑞典的島嶼，位於首都斯德哥爾摩以東9公里，由斯德哥爾摩省負責管轄，屬於斯德哥爾摩群島的一部分，面積181.4平方公里。